# Котски Алпи (римска провинция)
Котските Алпи (на латински: Alpes Cottiae) е провинция на Римската империя, една от трите малки провинции в Алпите между днешна Франция и Италия. Провинцията е именувана на Котий, вожд на лигурите, който Октавиан Август прави префект на областта след присъединяването ѝ към Рим. Това име е оцеляло и до днес. Котските Алпи граничат с Нарбонска Галия на запад, с Приморските Алпи на юг, с Италия на изток и с Пенинските Алпи на север. Столицата на провинцията е Сегузиум.
В Античността, най-важното задължение на провинцията е пазене на съобщенията през алпийските проходи. Административната власт в провинцията е изоставена с детронирането на Ромул Августул през 476 г.
Запазени са данни за следните римски селища в провинцията:
- Проходът Монджиневро днес
- Триумфалната арка на Октавиан Август, построена от Котий в Суза